# Paso du Costa Rica
Pour les articles homonymes, voir Paso.
Le Paso du Costa Rica (espagnol : Caballo Costarricense de Paso) est une race de chevaux d'allures originaire du Costa Rica, répandue dans toute l'Amérique centrale. Ce cheval a la particularité, comme d'autres races américaines, de déployer des allures supplémentaires.

## Dénomination
Son nom en espagnol est Caballo Costarricense de Paso, qui se traduit par « Paso Fino du Costa Rica en français », et par Costa Rican Paso Fino en anglais. Cependant, l'encyclopédie de CAB International (édition de 2016) référence cette race sous le nom de Costa Rica Saddle Horse.

## Histoire
La race provient de chevaux typés barbe et ibériques. Les débuts de sélection remontent à environ 1850, lorsque des éleveurs costaricains commencent à choisir plus attentivement leurs étalons reproducteurs. Des étalons Pure race espagnole sont alors importés d'Espagne pour la reproduction.
Puis, des chevaux de type Paso influencent la race, notamment le Paso péruvien, qui dispose d'une allure de type amble très appréciée.

## Description
D'après Bonnie Lou Hendricks (université de l'Oklahoma), il mesure de 1,43  à   1,53 m. CABI cite une fourchette très proche, de 1,42  à   1,52 m. C'est donc un cheval de taille moyenne.

### Robes
Toutes les couleurs de robe sont acceptées, sauf les robes pie. Les marques blanches étendues sur la tête et les membres sont appréciées de nombreux éleveurs.

### Allures
Ce cheval dispose généralement d'allures supplémentaires. L'action de ses membres antérieurs est très relevée. Cette action est recherchée haute et douce, avec une bonne liberté d'épaules.
Le Paso du Costa Rica a fait l'objet d'une étude visant à déterminer la présence de la mutation du gène DMRT3 à l'origine des allures supplémentaire : l'étude de 78 sujets a permis de détecter la présence de cette mutation chez 99,4 % d'entre eux, et l’existence de chevaux d'allures parmi la race.  

## Utilisations
Il est monté, et sert aussi au travail du bétail,. Il est capable de porter des charges lourdes sur de longues distances.

## Diffusion de l'élevage
Cette race est commune.